# Austrosciapus dekeyzeri
Austrosciapus dekeyzeri är en tvåvingeart som beskrevs av Daniel J. Bickel 1994. Austrosciapus dekeyzeri ingår i släktet Austrosciapus och familjen styltflugor. Inga underarter finns listade i Catalogue of Life.